# Zygiometella
Zygiometella is een monotypisch geslacht van spinnen uit de familie van de Tetragnathidae (Strekspinnen).

## Soort
- Zygiometella perlongipes Pickard-Cambridge, 1872